# Die Tödliche Doris

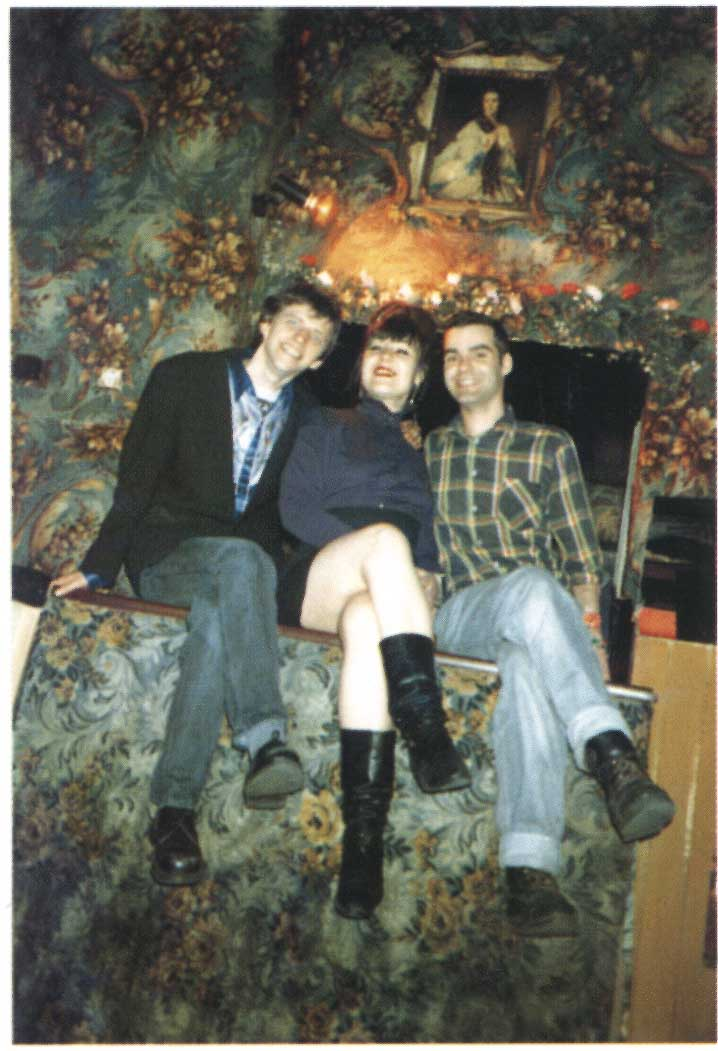
Die Tödliche Doris, 1987

Die Tödliche Doris (kan översättas till "Den dödliga Doris") var en tysk performance- och musikgrupp som var aktiv 1981-1987. Gruppens medlemmar var Wolfgang Müller (född 1957), Käthe Kruse (född 1958) och Nikolaus Utermöhlen (1958-1996).
Die Tödliche Doris nådde en större publik genom musikfestivalen Geniale Dilletanten som hölls i Berlin den 4 september 1981. Utöver Die Tödliche Doris spelade bland andra Einstürzende Neubauten, Sprung aus den Wolken och Frieder Butzmann på festivalen.